# De paardenrennen in Longchamp
De paardenrennen in Longchamp (Frans: Les Courses à Longchamp) is de titel van een schilderij van Édouard Manet. Het laat een paardenrace zien op de Hippodrome de Longchamp in het Bois de Boulogne aan de westelijke rand van Parijs. Het staat niet vast wanneer het werk is geschilderd; de meeste bronnen houden 1866 of 1867 aan. Tegenwoordig maakt het deel uit van de collectie van het Art Institute of Chicago.

## Voorstelling
De Hippodrome de Longchamp opende zijn deuren in 1857, tijdens het Tweede Keizerrijk. In deze periode genoten de paardenrennen een grote populariteit bij de bourgeoisie. Op schilders zoals Manet en Degas die het leven van de Parijse beau monde wilden vastleggen, oefende de renbaan een grote aantrekkingskracht uit. Degas zou enkele tientallen werken met dit onderwerp schilderen, bijvoorbeeld Jockeys voor de tribune. Manet op zijn beurt plande in 1863 een groot schilderij rond dit thema, dat hij echter niet zou realiseren. Slechts een studie in waterverf en twee portretten van toeschouwers getuigen nog van dit voornemen. Bovendien ontstond enige jaren later dit kleinere werk, mogelijk als schets voor een groter doek dat verloren is gegaan.
De paardenrennen in Longchamp is een buitengewoon origineel werk. Anders dan bij alle schilderijen van paardenrennen tot dan toe het geval was, worden de zes paarden frontaal afgebeeld, in een wolk van stof recht op de toeschouwer afstormend. Deze lijkt op de baan te staan, in de buurt van de dames linksonder op het schilderij. Net als in zijn Muziek in de Tuilerieën probeert Manet door veel zaken wazig af te beelden de sensatie van snelheid en levendigheid nog te versterken. Daarnaast valt op dat het schilderij weinig dieptewerking heeft, een effect dat te vergelijken valt met een opname met een telelens.

## Herkomst
- 1877: waarschijnlijk verkoopt Manet het schilderij aan de Britse componist Frederick Delius voor 1.000 Franse frank
- 1895: het werk is in bezit van de kunsthandelaar Paul Durand-Ruel.
- 1896: verkocht aan Potter Palmer, een vastgoedmagnaat uit Chicago. Na diens dood in 1902 blijft het schilderij in de familie.
- 1922: nagelaten aan het Art Institute of Chicago.

## Afbeeldingen

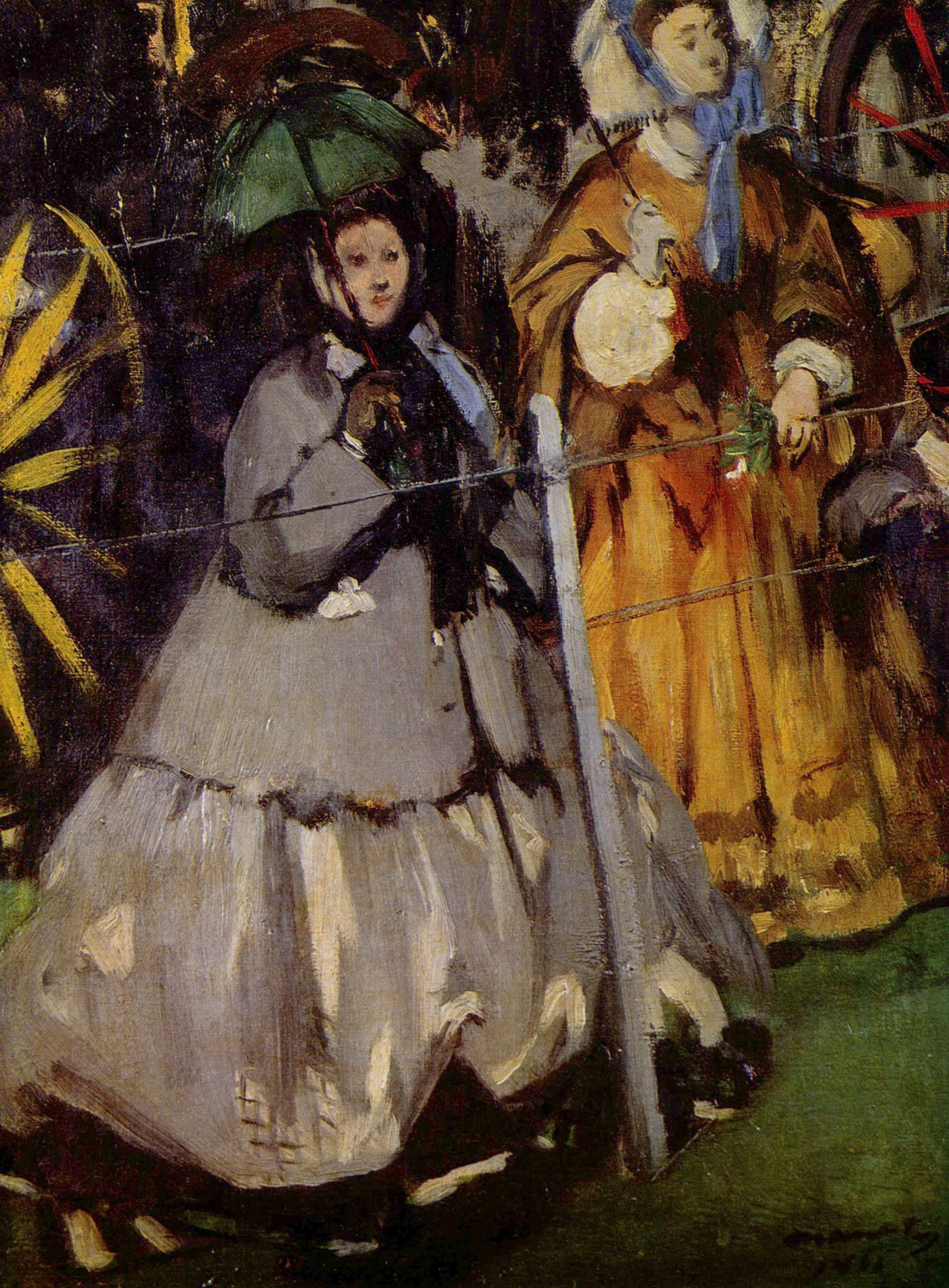
Vrouwen bij de paardenrennen (1864-65)
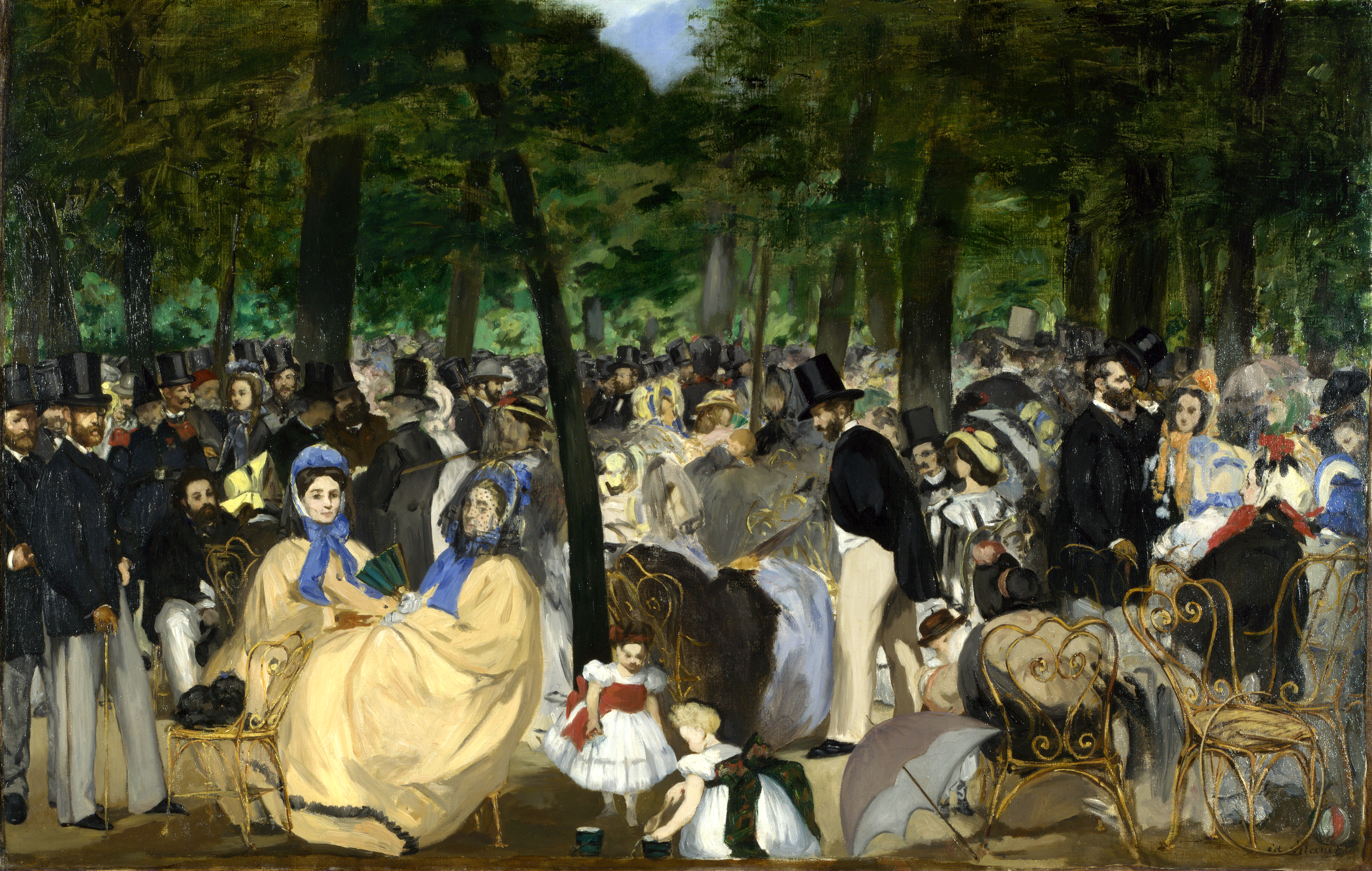
Muziek in de Tuilerieën (1862)
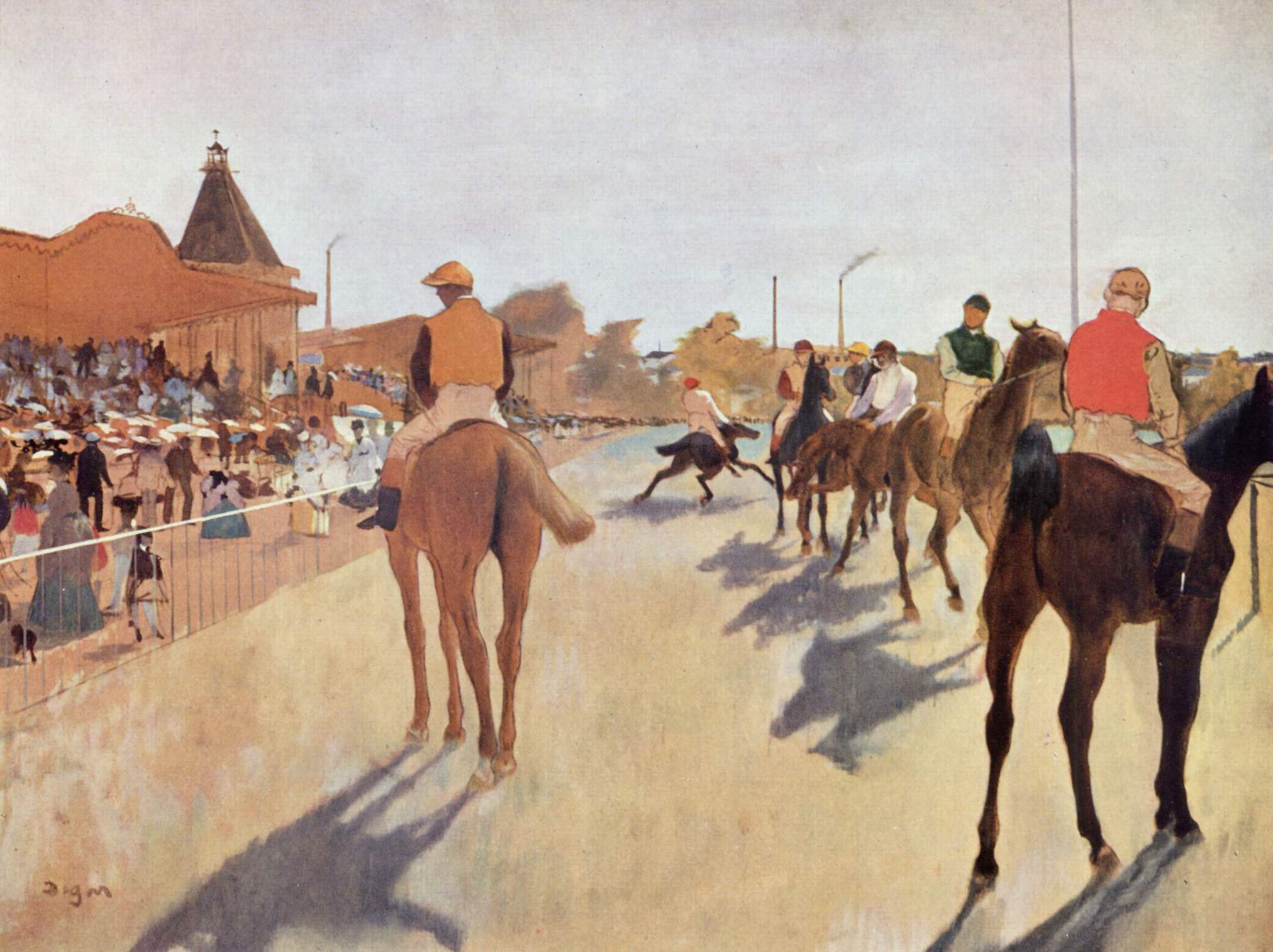
Jockeys voor de tribune - Edgar Degas